# Na Pískách (lom)
Na Pískách je bývalý pískovcový lom v Praze na Zličíně. Nachází se v jihovýchodní části městské části, směrem ke Stodůlkám a Motolu. Situován je v údolí Motolského potoka, v části, kde potok teprve pramení a získává svoji sílu. V současné době není lom funkční – těžba zde probíhala ale ještě před začátkem druhé světové války. Dodnes se dochovalo několik míst, kde se dříve těžilo a kde jsou pískovcové skály obnažené. Některé části bývalých lomů byly zasypány a přestavěny v souvislosti s výstavbou nedalekého obchodního domu Globus na přelomu století. Dolní část v údolí potoka byla upravena později jako lesopark.
18. dubna 2011 se do prostoru lomu zřítil autobus společnosti Hotliner poté, co se u řidiče vyskytly závažné zdravotní komplikace. Ten pád nepřežil, několik cestujících bylo zraněno. Autobus zbrzdily stromy, takže nedopadl až na úroveň vytěženého prostoru ale zůstal viset na stráni.